# Infern - Cant Onzè

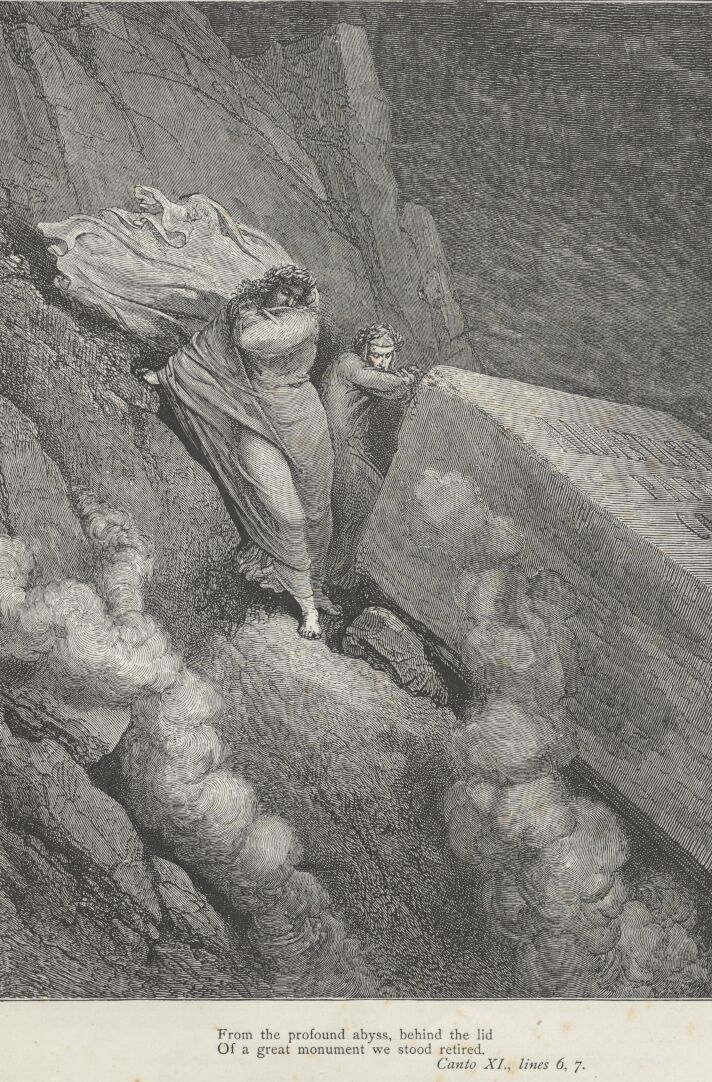
Prop de la tomba del Papa Anastasi, il·lustració de Gustave Doré

El cant onzè de l'Infern de Dante Alighieri té lloc en la vora, o límit del sisè cercle, on com hem vist, són castigats els heretges; ens trobem a l'alba de 9 abril 1300 (Dissabte Sant), o d'acord amb altres comentaristes el 26 març 1300.
Aquest cant és el més curt de tota la Divina Comèdia i és un cant doctrinal on s'explica la jerarquia dels pecats i la distribució dels condemnats a l'infern, però, tot i que l'argument no té acció, fins i tot en aquest cas la construcció poètica de Dante es manifesta en tota la seva riquesa.
Abans d'entrar al setè cercle els dos poetes, s'aturen darrere la tomba del Papa Anastasi… del qual no es diu res.
Mentre estan acostumant l'olfacte a la pudor que puja de l'abisme i de l'amuntegament d'ànimes pecadores, Virgili explica a Dante la topografia de l'infern i principalment els cercles que tenen encara que travessar. La descripció és gairebé geogràfica amb una gran precisió. Aclarint Virgili a Dante els motius perquè cada tipus de pecadors ocupa el lloc on són.

## L'anàlisi del cant

### La tomba del papa Anastasi - versos 1-15
Dante i Virgili s'han encaminat des del cercle dels heretges al següent. I ja en el final del cant desè s'anticipa la percepció d'un "efluvi repulsiu". Al començament del nou cant els dos poetes arriben a mirar (abocar-se) per l'abisme infernal i l'olor nauseabunda i pesant és tan forta que es tiren enrere immediatament horroritzats. Aquesta olor pot ser entesa com la del següent cercle, on el riu Flegetont  fa bullir la sang, o, en termes més generals, la pudor del baix infern, on són castigats els pitjors pecats. En general, i també perquè Dante parla del "profund abisme", es creu que la segona opció és la vàlida.
Els dos poetes s'apropen llavors a una tomba, en la qual Dante veu la làpida que diu:
| «           | Jo guarde el papa Anastasi, que Fotí va apartar del camí recte.»" | » |
| — (vv. 8-9) |                                                                   |   |

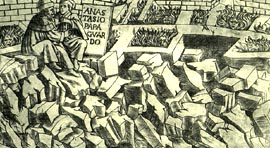
Baccio Baldini, Dante i Virgili prop de la tomba d'Anastasi

És a dir, "guardo al Papa Anastasi, enganyat per Fotí de Sírmium". Això és tot, la presència del papa herètic es confia a un simple text.
En la seva condemna Dante segueix el "Liber Pontificalis", que refereix una mínima biografia del Papa subratllant el fet d'haver intentat posar-se d'acord amb els heretges monofisites (en particular, amb el diaca Fotí) sense el consell de bisbes i altres religiosos de la cúria, quedant aïllat en la negociació. Déu l'hauria llavors castigat, fent-li evacuar els intestins. Poc importa en el comentari de Dante que la figura d'aquest Papa hagi estat posteriorment reavaluada i el passatge del Liber Pontificalis declarat fals: és interessant només assenyalar aquí que en l'edat mitjana, la tradició del "liber" era forta, molt coneguda i no era qüestionada, de manera que Dante se'n fia.
Virgili li diu a Dante que és millor esperar una mica perquè el nas s'acostumi a l'olor, de manera que després no li facin més cas.

### Classificació i distribució dels condemnats a l'infern - vv. 16-90

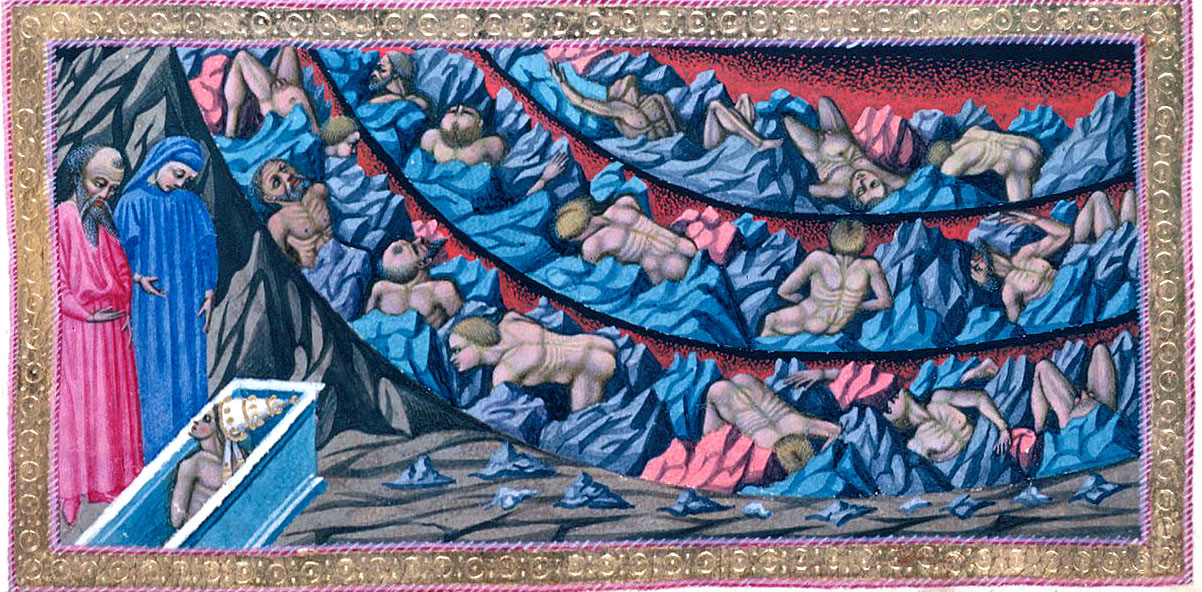
Il·lustració del cant onzè, Priamo de la Quercia

Dante proposa a Virgili de parlar d'alguna cosa interessant durant l'espera i el mestre, que ja estava pensant en això, comença a parlar dels últims tres cercles, de manera que quan baixin, Dante en tingui prou amb una ullada per entendre el càstig i el tipus de condemnats sense haver de detenir-se en més explicacions. Després el discurs s'estendrà a tot l'Infern, incloent-hi els cercles ja visitats.
| « | «Fill meu, a l'interior del roquerar», començà, «hi ha tres cercles, més petits cada graó, com els que deixes ara. Tots estan plens d'esperits maleïts; i, a fi que et baste després amb la vista, et diré per què i com són estibats». (paràfrasi) «Fill meu dins d'aquestes roques», Llavors va començar a dir: «hi ha tres cercles, més petits a mesura que es baixa, com aquells que has deixat enrere. Tots ells estan plens d'esperits maleïts; però a fi que en tinguis prou en veure'ls, prova d'entendre en quina forma i d'acord amb quins criteris hi són amuntegats. | » |

Virgili comença a parlar dels pecats de malícia, els castigats dins dels murs de Dite, i diu tots estan castigats per haver provocat "ingiuria" (fer mal als altres). Per aconseguir aquesta "injúria" es pot recórrer al frau o a la força, el primer és més greu que la segona i, per tant, és castigat més avall en l'infern.
El següent cercle està ocupat pels violents: per ordre de gravetat del pecat

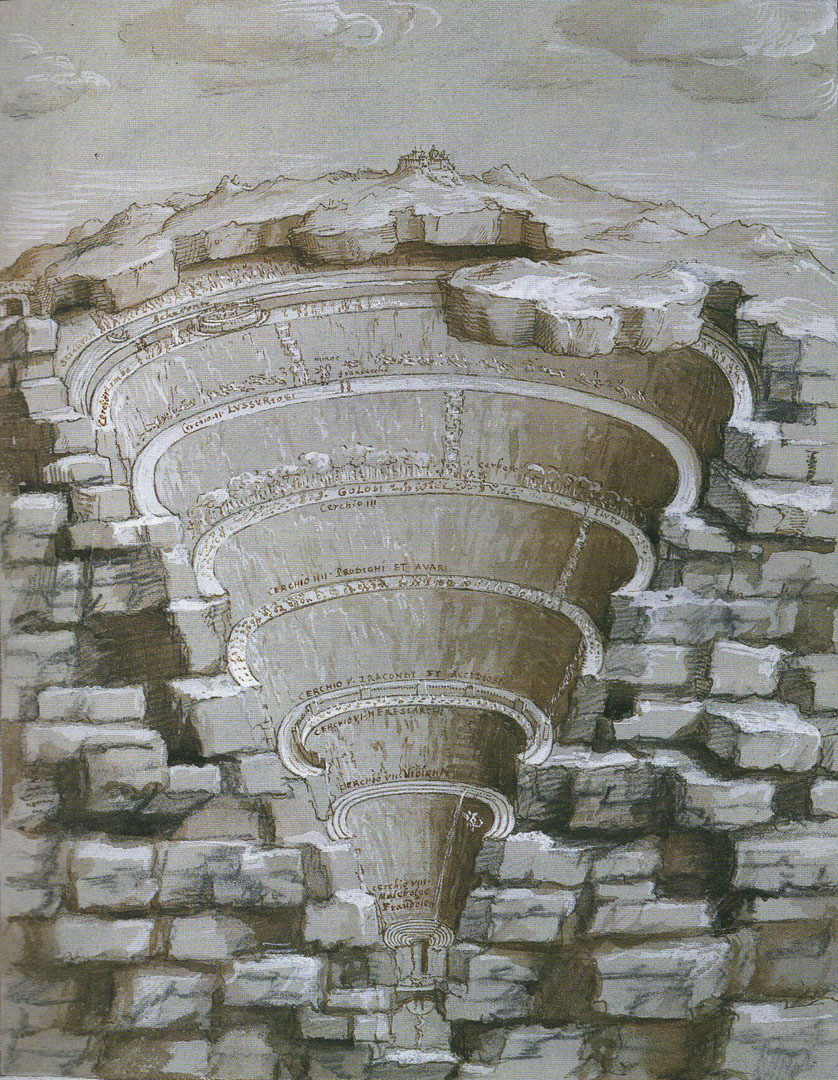
Mapa de l'infern segons Giovann Stradano

1. Violents contra els altres i les propietats dels altres (tirans, assassins, lladres, bandolers ...)
2. Violents contra si mateixos i contra els seus béns (suïcides i malgastadors)
3. Violents contra Déu i contra la naturalesa (blasfems, sodomites i usurers).

Per a cada un dels tres pecats hi ha diferents seccions (cercles menors, "girone"), en que són castigats amb diferents nivells o penes les diverses categories de pecats. Els sodomites són indicats (assenyalats) com la gent de Sodoma, mentre que els usurers com gent de Caors ("Caorsa"), a l'època aquest nom era sinònim de ciutat dels usurers.
A partir del vers 52 comença la discussió dels pecats relacionats amb el frau. Una primera distinció està lligada al frau al proïsme, qui per naturalesa no està obligat a confiar en el defraudador (i aquí Dante enumera de forma dispersa vuit dels deu pecats castigats en la secció dels fraudulents, dividit en Malebolge), i el frau contra qui es fia de nosaltres, és a dir, les traïcions reals i pròpies, que no solament trenquen el vincle natural de l'ajuda mútua entre els éssers humans, com els fraudulents, sinó que també trenquen el vincle de la confiança especial (entre familiars, amics, compatriotes ...) com que aquest és el major pecat, és castigat en el cercle més petit on es troba Dite, és a dir Llucifer.
En aquest punt Dante pregunta a Virgili perquè els pecadors dels cercles anteriors (enumerats segons el seu càstig), no són castigats dins de la ciutat, potser perquè estan fora del domini de la ira de Déu? La resposta de Virgili és una mica brusca, "per què surts de la via mestra, per què s'allunya tant la teua raó del seu curs normal?  O potser segueix altres doctrines [herètiques]? No et recordes de com en la teva Ètica d'Aristòtil els pecats es divideixen en tres disposicions que el cel condemna: incontinència, malícia, i la boja bestialitat?, i no recordes com la incontinència és considerada menys greu que les altres? Si es manté present això, es comprèn perquè la venjança divina els colpeix amb menor fúria" (paràfrasi dels vv.76-90).
Si sobre la malícia i la incontinència, no hi ha dubtes, més vague i subjecte a controvèrsia és el significat de "boja bestialitat". Per a alguns indica la violència (mentre malícia indicaria només, el frau), altres la identifiquen amb l'heretgia, no especificat en cap altra part, amb l'inconvenient que a més no existia com a pecat en l'Ètica.
Quedarien exclosos els pecats dels peresosos, de les ànimes dels llimbs, i, segons algunes interpretacions, dels heretges, precisament: els pecadors relatius són part del pre infern o dels cercles que estan al llindar d'una part de l'Infern (Alt i Baix Infern), i potser Dante els va voler excloure deliberadament de la llista dels pecats, en quant que van ser pecats inactius, el que seria negatiu seria el "no haver fet".

### Consideracions sobre la usura - vv. 91-115
Dante expressa el seu profund agraïment al mestre, però li demana més explicacions sobre el pecat de la usura. Virgili segueix citant la filosofia d'Aristòtil on s'indica, per a aquells que ho saben entendre, "com la natura sempre obra seguint la intel·ligència i l'art pròpies de Déu" (l'"idea" i l'"acció"). De la mateixa manera, en la Física, sempre d'Aristòtil, s'explica cap al principi, com inclús el treball humà s'adapta al model diví: l'enriquiment personal per tant ha de partir del treball humà o de la creativitat de la intel·ligència humana, com també està escrit en el començament del Gènesi, totes les altres formes de treball, incloent-hi el fet de treure diners dels diners mateixos, és contra natura i ofèn a Déu.
És clar doncs com en l'edat mitjana es considera "usura" qualsevol activitat bancària, no sols el préstec a taxes exorbitants com la coneixem avui dia.
Arriba el moment de prosseguir el viatge i Virgili deixa una notació horària: Els Peixos (Piscis) surten per l'horitzó i el Carro es troba a l'àrea del Cor (Mestral), és a dir, cap al nord-oest. Els Peixos és l'última constel·lació en sortir abans que el sol, el qual s'eleva amb Àries, llavors són dues hores abans de l'alba, les quatre del matí. El pas per baixar és una mica més endavant ("i la baixada al balç encara és lluny"), llavors Virgili dona a entendre que serà millor donar-se pressa.

## Recitat
El cant onzè:
- en prosa e imatges: https://www.youtube.com/watch?v=_32bPIU1Plw&t=57s
- en vers e imatges: https://www.youtube.com/watch?v=e-T1HflEYFM
- Vittorio Gassman: https://www.youtube.com/watch?v=eijQDLJ1Ib4&t=600s
- Achille Millo: https://www.youtube.com/watch?v=bCXzD2cgrkc
- Manlio Marano mapa de l'infern: https://www.youtube.com/watch?v=hSxtJrWG-ig